# Andy Field

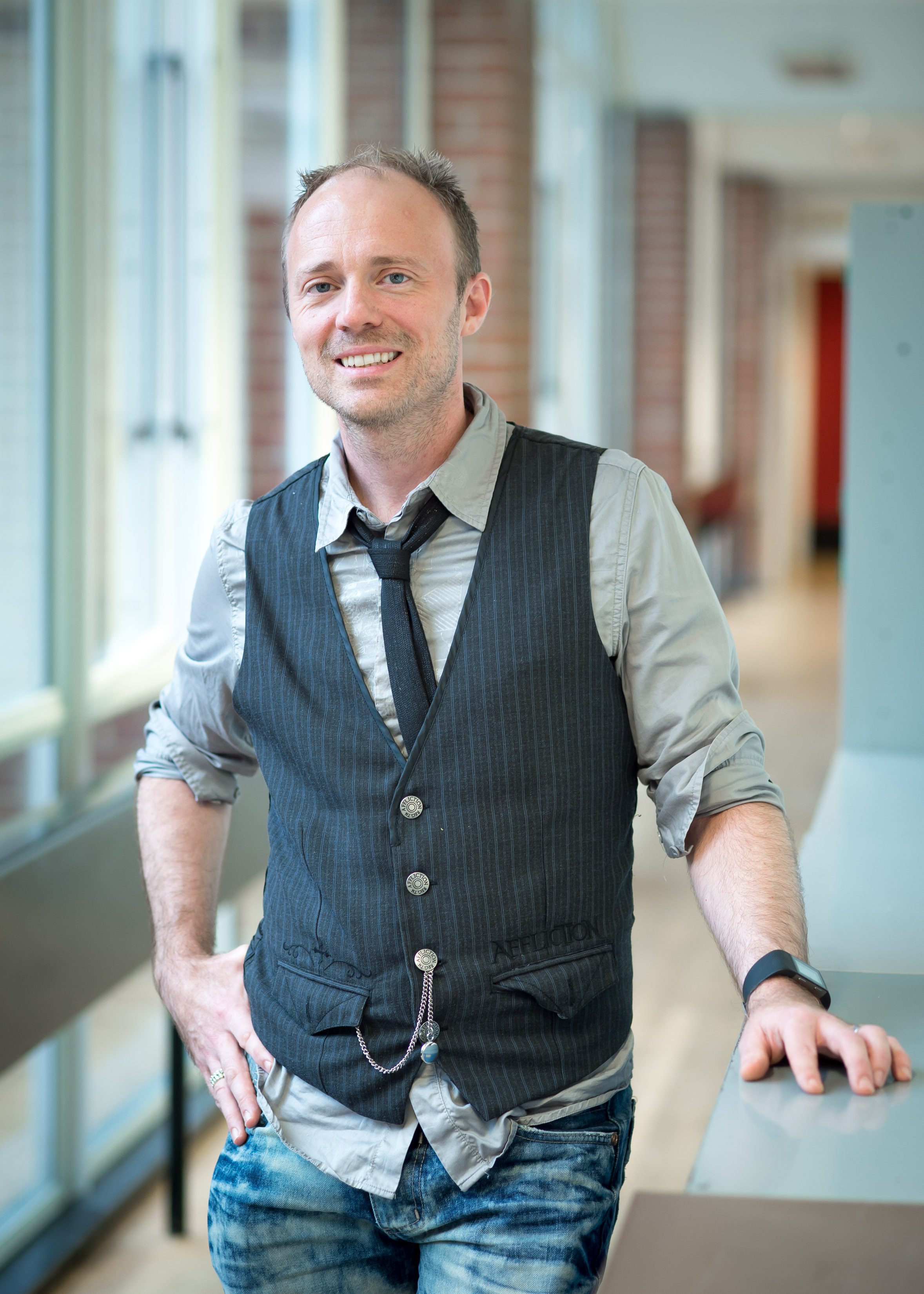
Andy Field im Jahr 2015

Andy Field (* 21. Juni 1973 in Ilford) ist ein britischer Psychologe und Hochschullehrer an der University of Sussex.

## Leben
Field machte seinen B.Sc. Psychology 1991–1994 an der City University London und seinen Dr. phil. an der University of Sussex von 1994 bis 1997. Seit 2010 ist er Professor an der University of Sussex. Zunächst für Child Psychopathology, seit 2018 unterrichtet er Quantitative Methoden. Field ist Autor zweier Statistik-Lehrbücher, die je für eine der beiden Statistiksoftwareanwendungen SPSS bzw. R konzipiert sind. Für sein Buch Discovering Statistics Using SPSS: and sex and drugs and rock 'n' roll erhielt er den British Psychological Society Book Award (2007).
Field ist verheiratet und hat zwei Söhne. Er lebt in Brighton.

## Veröffentlichungen
- How to Design and Report Experiments. Sage Publications, 2003. ISBN 978-0761973836
- Clinical Psychology. Learning Matters, 2003. ISBN 978-1903337202
- Discovering Statistics Using SPSS. Sage Publications, 2009. ISBN 978-1847879073
- Discovering Statistics Using R. Sage Publications, 2012. ISBN 978-1446200469
- An Adventure in Statistics: The Reality Enigma. Sage Publications, 2016. ISBN 978-1446210451